# Павергеймінг
Павергеймінг (англ. Powergaming, power gaming, min maxing, optimization; або силова гра) — стиль взаємодії з іграми або ігроподібними системами, зокрема відеоіграми, настільними та рольовими іграми, задля створення свого персонажа якомога сильнішим (максимізації прогресу до певної мети). Інші гравці можуть вважати такий підхід деструктивним, якщо це робиться без урахування всіх інших міркувань, таких як оповідь (сторітелінг), атмосфера та товариськість. Якщо зосередитися на букві правил, а не на їхньому духу, це часто сприймається неспортивно, невесело або нетоварисько. Така поведінка найчастіше трапляється в іграх із широким набором ігрових функцій, тривалих кампаніях або призових турнірах, наприклад, у багатокористувацьких або колекційних іграх.

## Опис
Павергеймінг у рольових іграх може мати кілька форм. Однією з них є навмисне створення оптимальних ігрових персонажів задля максимізації влади, якою гравець володіє в ігровому світі. Цей метод відомий як мінімаксимізація, через практику максимізації бажаних або «потужних» рис при мінімізації недостатньо потужних або менш корисних рис. Таких персонажів часто критикують за те, що вони не відповідають тематиці та тону ігрового світу або що їм важко створити гідний виклик. Інша форма павергеймінгу передбачає зосередження на набутті сили під час проходження гри, часто шляхом здобуття потужного спорядження або рідкісних здібностей. Це призводить до прагматичного (а часто й аморального в контексті ігрового світу) стилю гри та може розчаровувати інших гравців, які прагнуть взаємодіяти з ігровим світом, набирати очки, а не просто здобувати ігрові ресурси. Іншим терміном для позначення павергеймерів є «манчкін», що може відрізнятися від звичайного павергеймера: це слово описує гравців, які прагнуть здобути силу і здобич коштом своїх товаришів по команді, не переймаючись їхніми емоціями.
У текстових рольових онлайн-іграх, які зосереджуються на спільному виконанню ролей, а не на отриманні рівнів чи навичок, гравців можна назвати «павергеймерами», якщо вони вважають або стверджують, що їхні дії проти іншого персонажа є успішними, не даючи іншому персонажу свободи діяти згідно з власними прерогативами. Це також може бути гравець, який намагається примусити інших до участі в небажаній рольовій взаємодії. Наприклад, гравець, який в односторонньому порядку описує свого персонажа як такого, котрий робить щось з іншим персонажем (або щодо іншого персонажа), що зазвичай вимагає від іншого персонажа підігравання — прикладами можуть бути бійка або сексуальний контакт — вважається павергеймінгом. У таких іграх, в яких почуття спільності та взаєморозуміння між гравцями вважається ключовим і сприяє загальному приємному перебігові гри, павергеймінг зазвичай сприймається як вкрай образлива поведінка, або ж прописується в правилах як каране порушення (включаючи бан, але не обмежуючись ним). Його часто розглядають як синонім твінкінгу або «богомодингу» (англ. godmoding).
У відеоіграх павергеймерам подобається бути в авангарді прогресу обраної ними гри: вони беруть участь у кожній діяльності, яка дає найшвидший прогрес, і оминають «менш важливу» активність або будь-яку іншу другорядну роботу, рису чи навичку. Однак, це широке узагальнення. Гравець, який прагне оптимізувати всі аспекти гри й робить це логічно, також класифікується як павергеймер. Завдяки цьому він зазвичай бачить більше світу, ніж «середньостатистичний» гравець.

## Приклади
З рольової гри The Dark Eye:
- За правилами гри, відьма може покрити шматок дерева спеціальною відьомською маззю і таким чином зробити його здатним літати. Яскравим прикладом тут є загальновідома відьмина мітла. Однак відомі випадки, коли гравці наполягали на тому, щоб їхній відьмі дозволили покрити відьомською маззю дерев'яний панцир, щоб він забезпечував їй досить високий рівень захисту.

З рольової гри Dungeons & Dragons, Третє видання:
- Яскравим прикладом зловживання правилами є «Боєць з мішком щурів». На початку бою персонаж кидає мішок зі щурами, вбиває їх так званою вихровою атакою і, завдяки іншому таланту (Great Cleave), за кожного вбитого щура отримує безкоштовну атаку проти кожного іншого супротивника в межах досяжності. Такий спосіб відповідав букві правил, але не їх духу. Ця прогалина в правилах була закрита в D&D 3.5 шляхом зміни вихрової атаки.

З рольової гри Shadowrun:
- У попередніх редакціях цієї системи за правилами було неможливо миттєво загинути від одного джерела ураження; завжди залишався час для порятунку. Наприклад, можна було влаштувати величезний вибух посеред великого скупчення супротивників, таким чином знищивши їх, а потім вилікувати свого смертельно пораненого персонажа за допомогою чарівника команди (котрий залишався в укритті).

З онлайн-рольової гри Ultima Online:
- Обхід максимальної вантажопідйомності аватара шляхом того, що вантаж не кладеться до рюкзака, а перетягується курсором по землі поруч з аватаром, позаду нього (так зване «жабкування», зараз виправлене на багатьох серверах).
- Кування кинджалів, щоб якнайшвидше підвищити навички ковальства аватара. Оскільки для кинджала потрібно значно менше злитків металу, ніж, наприклад, на меч, павергеймер може викувати значно більше кинджалів, ніж мечів, маючи, скажімо, 100 злитків металу. Однак, оскільки рушій рахує лише викувані предмети, а не витрачені зусилля, він значно швидше підвищує вміння ковальства (це також виправлено на багатьох серверах).